# Ischiopsopha sticheri
Ischiopsopha sticheri är en skalbaggsart som beskrevs av Delpont 2009. Ischiopsopha sticheri ingår i släktet Ischiopsopha och familjen Cetoniidae. Inga underarter finns listade i Catalogue of Life.